# Bangladesi in Italia
La presenza dei bangladesi in Italia è attestata a partire dagli anni '80.

## Distribuzione geografica
I bangladesi formano una delle più grandi popolazioni di immigranti in Italia. Nel 2020 ne sono stati censiti 147 872. La maggior parte risiedono nel Lazio, in Lombardia e Veneto con grandi concentrazioni nelle città di Roma (32 367), Milano (10 221),  Venezia (7 082), Palermo (5 296) e Bologna (5 089).

## Storia
I primi bengalesi arrivarono in Italia negli anni '80 del XX secolo. Tra il 1989 e la metà degli anni '90 il numero dei bangladesi che viveva a Roma è incrementato 200-300 volte diventando la seconda grande comunità bengalese dell'Europa continentale. In seguito la popolazione è raddoppiata, principalmente attraverso una immigrazione irregolare, fino a raggiungere le 82 000 unità.

## Demografia
La maggior parte dei bangladesi in Italia provengono dai distretti di Dacca, Faridpur, Comilla e Noakhali.
Il 70,4% sono maschi. Il 58,9% della popolazione bengalese (da 15 anni in su) è impiegata - l'1,3 % sopra la media dei migranti non-UE del paese.
La classe d'età prevalente presso la comunità bengalese è tra i 30 e i 39 anni, il 38% della comunità residente in Italia. Il 24,3% è composta da minori.
Il tasso di disoccupazione è leggermente più basso della totalità dei migranti non-UE (12.9% contro il 14,5%).
Di per sé, il settore terziario assorbe quasi il 70% dei lavoratori della comunità: il 20,2% lavoro nel settore ospedaliero, il 16,6% in altri servizi pubblici e sociali, e il 26,9% nel commercio.
La percentuale di bangladesi impiegata nell'industria è il 28,3%. Circa il 57% dei bengalesi impiegati guadagna un'entrata mensile in eccesso di € 1 000 - più del 15% dei lavoratori che provengono da paesi non-UE in Italia.
La principale fascia di reddito tra i lavoratori bangladesi (il 37,6%) guadagna tra i € 1 001 e i 1 250 al mese.
Al 31 Dicembre 2017 i cittadini bangladesi in Italia sono 131 967, e le naturalizzazioni tra 2006-2017 sono state 37 000.

## Cultura di massa
- Nel 2020 Phaim Bhuiyan ha vinto il David di Donatello per il miglior regista esordiente con il film Bangla.